# Britannia Airways
Britannia Airways war eine britische Charterfluggesellschaft mit Sitz in London und Basis auf dem Flughafen London-Luton. Ihre Nachfolgerin ist ab 2005 Thomsonfly gewesen, die spätere Thomson Airways und heutige TUI Airways.

## Geschichte

### Gründung und erste Jahre alsEuravia
Britannia Airways wurde am 1. Dezember 1961 unter dem Namen Euravia gegründet. Die Heimatbasis der Gesellschaft war der Flughafen London-Luton. Im Frühjahr 1962 erhielt das Unternehmen die ersten drei Lockheed L-049 Constellation. Der Flugbetrieb wurde am 5. Mai 1962 im Auftrag des Reiseanbieters Universal Sky Tours auf der Strecke von Manchester nach Palma de Mallorca eröffnet. Durch die Übernahme der Fluggesellschaft Skyways und den Ankauf weiterer Flugzeuge vergrößerte sich die Flotte bis zur Sommersaison 1963 auf acht Lockheed Constellation.

### Weitere Entwicklung alsBritannia Airways

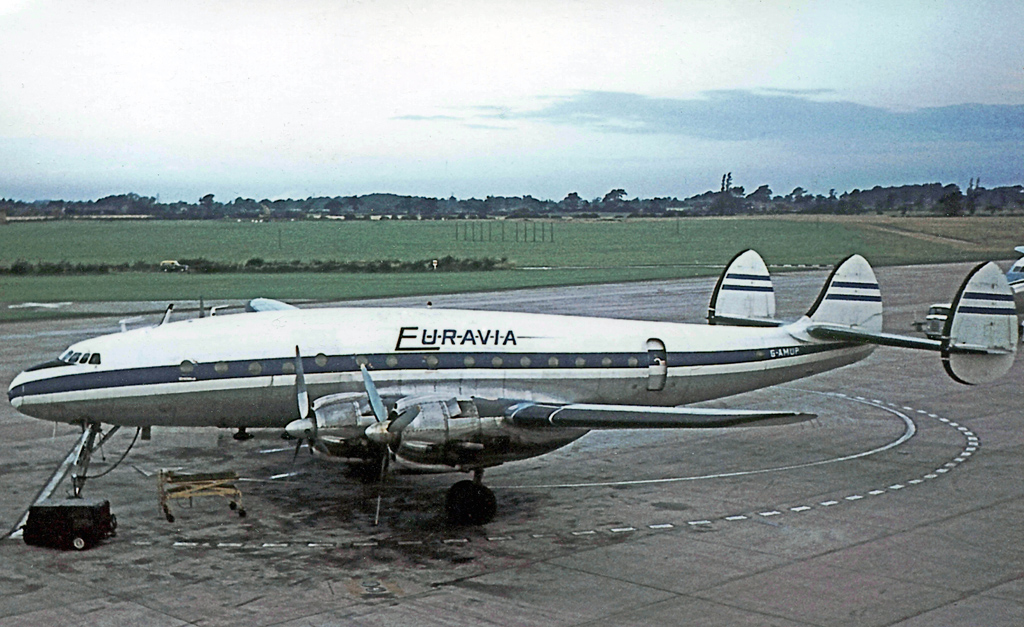
Eine Lockheed L-049 der Euravia

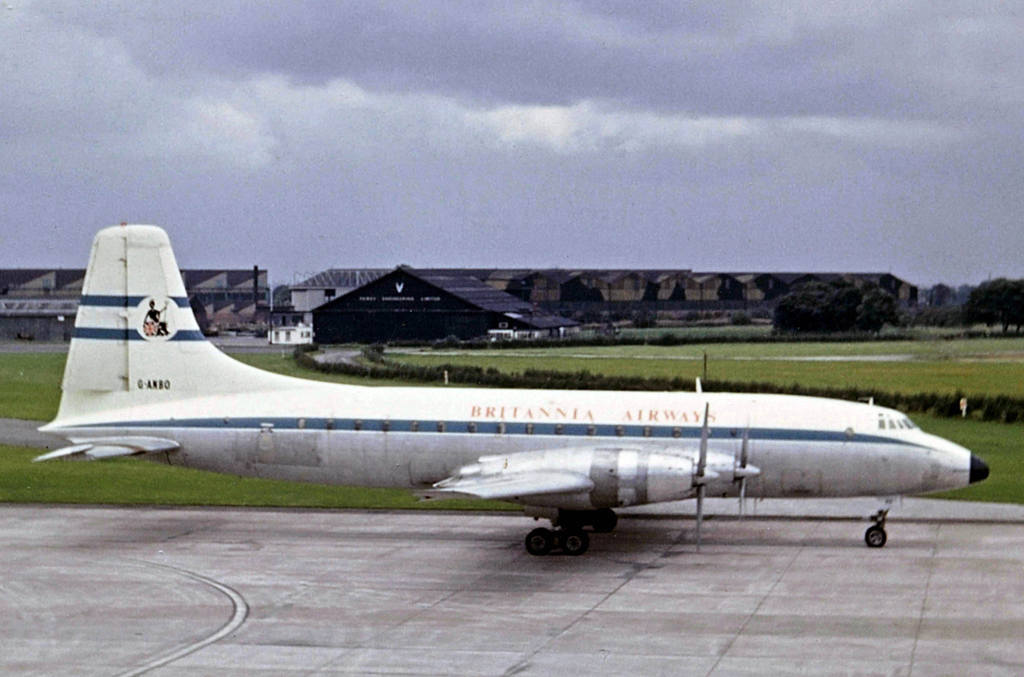
Eine Bristol 175 Britannia der Britannia Airways, Manchester 1965

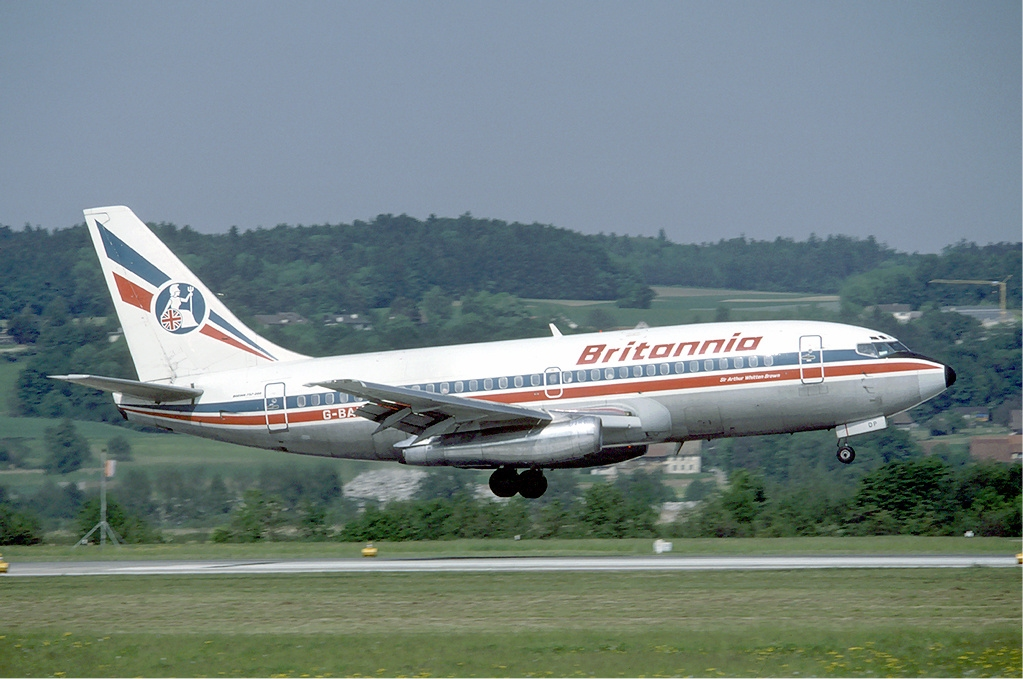
Eine Boeing 737-200 der Britannia im Jahr 1985

Am 16. August 1964 änderte das Unternehmen seinen Namen in Britannia Airways. Am 6. Dezember 1964 erhielt die Gesellschaft ihre erste Turboprop-Maschine des Typs Bristol Britannia und ersetzte mit diesen schrittweise die älteren Constellations.
Die Fluggesellschaft wurde am 25. April 1965 vom Reiseveranstalter Thomson Travel übernommen. Ab dem 7. Juli 1968 setzte das Unternehmen werksneue Düsenflugzeuge des Typs Boeing 737-200 ein, die bis Ende 1970 die Bristol Britannia schrittweise ablösten.
Vom April 1971 bis zum Frühjahr 1973 wurden zwei Boeing 707 auf Langstreckenflügen, hauptsächlich nach Kanada und in die USA, betrieben. Durch den Konkurs der Charterfluggesellschaften Court Line und Donaldson International Airways konnte sich Britannia Airways im Jahr 1974 zusätzliche Marktanteile sichern und weiter expandieren. Bis 1982 vergrößerte sich die Flotte auf über 30 Maschinen des Typs Boeing 737.
Am 18. Februar 1984 wurde mit der Boeing 767-200 das erste Großraumflugzeug in Dienst gestellt, dessen Reichweite die Aufnahme von Langstreckenflüge in die Karibik und nach Asien ermöglichte. Im selben Jahr beförderte das Unternehmen erstmals über 4.000.000 Passagiere. Am 26. Januar 1989 wurde die Fluggesellschaft Orion Airways in das Unternehmen integriert. Im Frühjahr 1989 erhielt Britannia Airways die Streckenrechte für Flüge nach Australien, die ab 1992 nach Neuseeland weitergeführt wurden. Auf deutschen Militärflugplätzen der RAF Germany waren Britannia-Maschinen regelmäßig auf Charterflügen für die britischen Streitkräfte zu sehen. Der letzte Start auf der Basis RAF Gütersloh wurde am 31. März 1993 von einer Boeing 767 der Britannia ausgeführt.
Im Januar 1991 wurde die erste Boeing 757 ausgeliefert, welche die kleineren Boeing 737 bis zum Sommerbeginn 1994 ersetzten. Britannia führte ab 1997 über die gleichnamige deutsche Tochtergesellschaft Britannia Airways GmbH IT-Charterflüge von deutschen Flughäfen in die Karibik durch. Das auf dem Flughafen Berlin-Schönefeld beheimatete deutsche Tochterunternehmen stellte seinen Flugbetrieb im April 2001 nach Verlust des einzigen Kundens jedoch wieder ein. Im Jahr 1998 übernahm Britannia Airways die Fluggesellschaft Blue Scandinavia und führte anschließend unter eigenem Namen Charterflüge ab Schweden durch. In der Sommersaison 1999 setzte das Unternehmen mit vier geleasten Airbus A320 erstmals Flugzeuge des europäischen Herstellers Airbus ein.

### Entwicklung seit 2000 als Teil von TUI

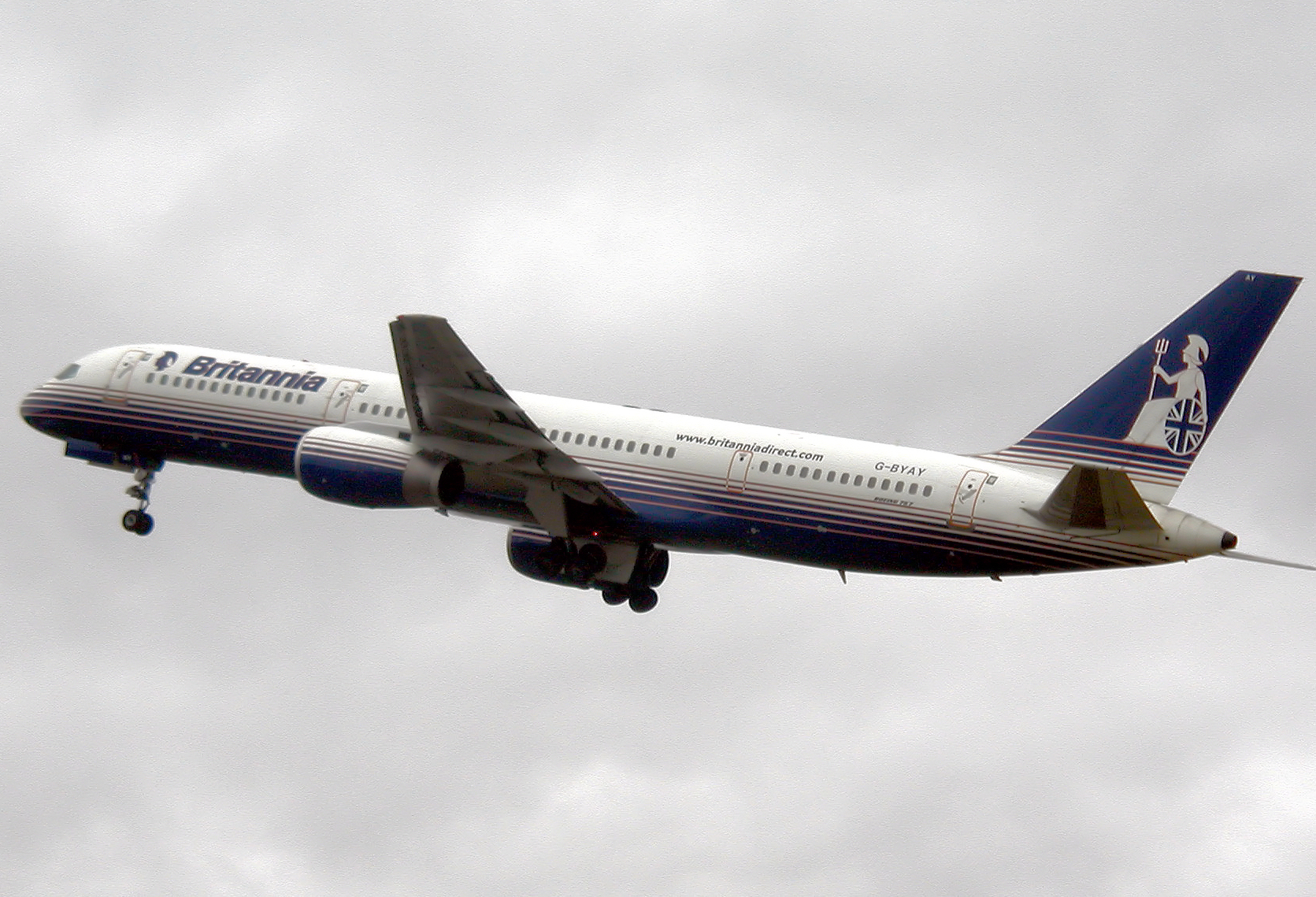
Eine Boeing 757-200 im letzten eigenständigen Farbschema der Britannia

Im Jahr 2000 wurde die britische Thomson Travel Group von der Preussag AG (seit 2002 bekannt als TUI) übernommen, die unter anderem seit 1997 auch Eigentümer der deutschen Fluggesellschaft Hapag-Lloyd Flug war. Ab Sommer 2002 wurden die Flugzeuge der TUI-Fluggesellschaften in einem einheitlichen blauen Farbton lackiert.
Im Jahr 2005 erhielten alle Fluggesellschaften des TUI-Konzerns neue Namen mit der einheitlichen Endung „fly“. Dementsprechend erfolgte am 1. November 2005 die Umfirmierung von Britannia Airways zu Thomsonfly.

## Flugziele
Britannia Airways flog hauptsächlich touristische Zielorte in Europa, Afrika, Asien, Australien und Nordamerika an.

## Flotte

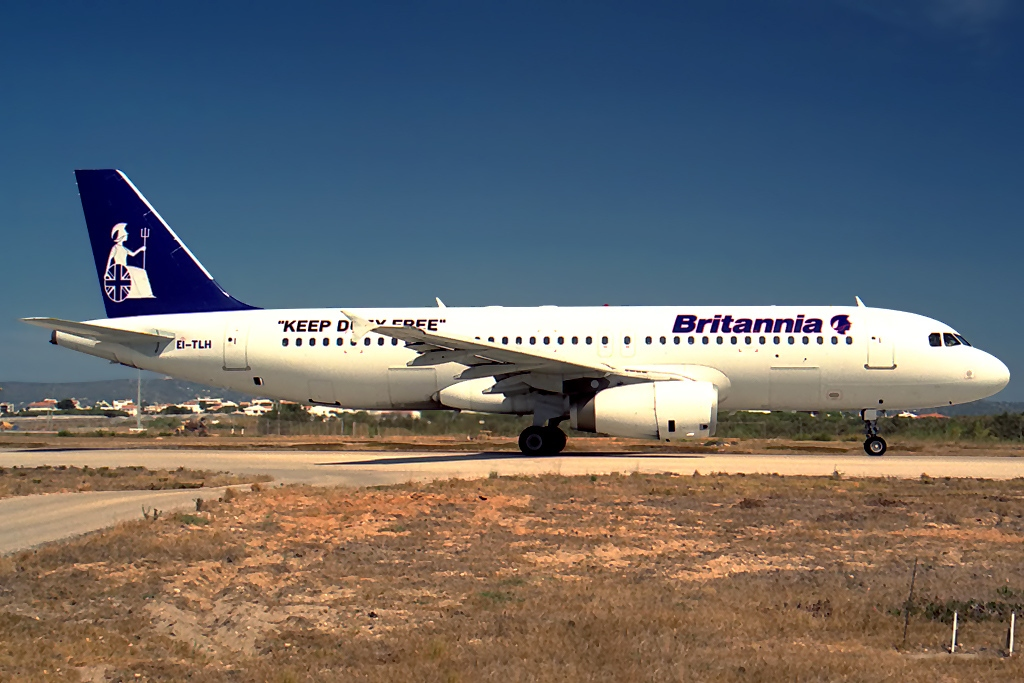
Ein Airbus A320 der Britannia, Faro 1998

Das Unternehmen setzte im Lauf seiner Geschichte folgende Flugzeugtypen ein:
- Airbus A320-200
- Boeing 707-300
- Boeing 737-200
- Boeing 737-800
- Boeing 757-200
- Boeing 767-200
- Boeing 767-300
- Bristol Britannia 102 und 175
- Lockheed L-049 Constellation
- Lockheed L-749 Constellation

## Zwischenfälle
- Am 1. September 1966 unterschritt eine Bristol Britannia 102 (Luftfahrzeugkennzeichen G-ANBB) im Anflug auf den Flughafen Ljubljana die Sicherheitsflughöhe und schlug etwa 3 Kilometer vor der Landebahnschwelle auf. Die Piloten hatten es versäumt, die Höhenmesser auf den örtlichen Luftdruck zu kalibrieren und führten den Sichtanflug bei Dunkelheit zu niedrig aus, wodurch sie den Sichtkontakt zur beleuchteten Landebahn verloren. Durch diesen CFIT (Controlled flight into terrain) wurden 98 der 117 Insassen getötet.[3]

- Am 14. September 1999 setzte eine Boeing 757-200 (Kennzeichen G-BYAG) bei der nächtlichen Landung auf dem Flughafen Girona nach dem plötzlichen Ausfall der gesamten Landebahnbeleuchtung sehr hart auf. Die Maschine kam danach seitlich von der Landebahn ab, wobei das Fahrwerk brach. Das Flugzeug wurde als Totalverlust abgeschrieben.[4]